# 市民ジャーナリズム

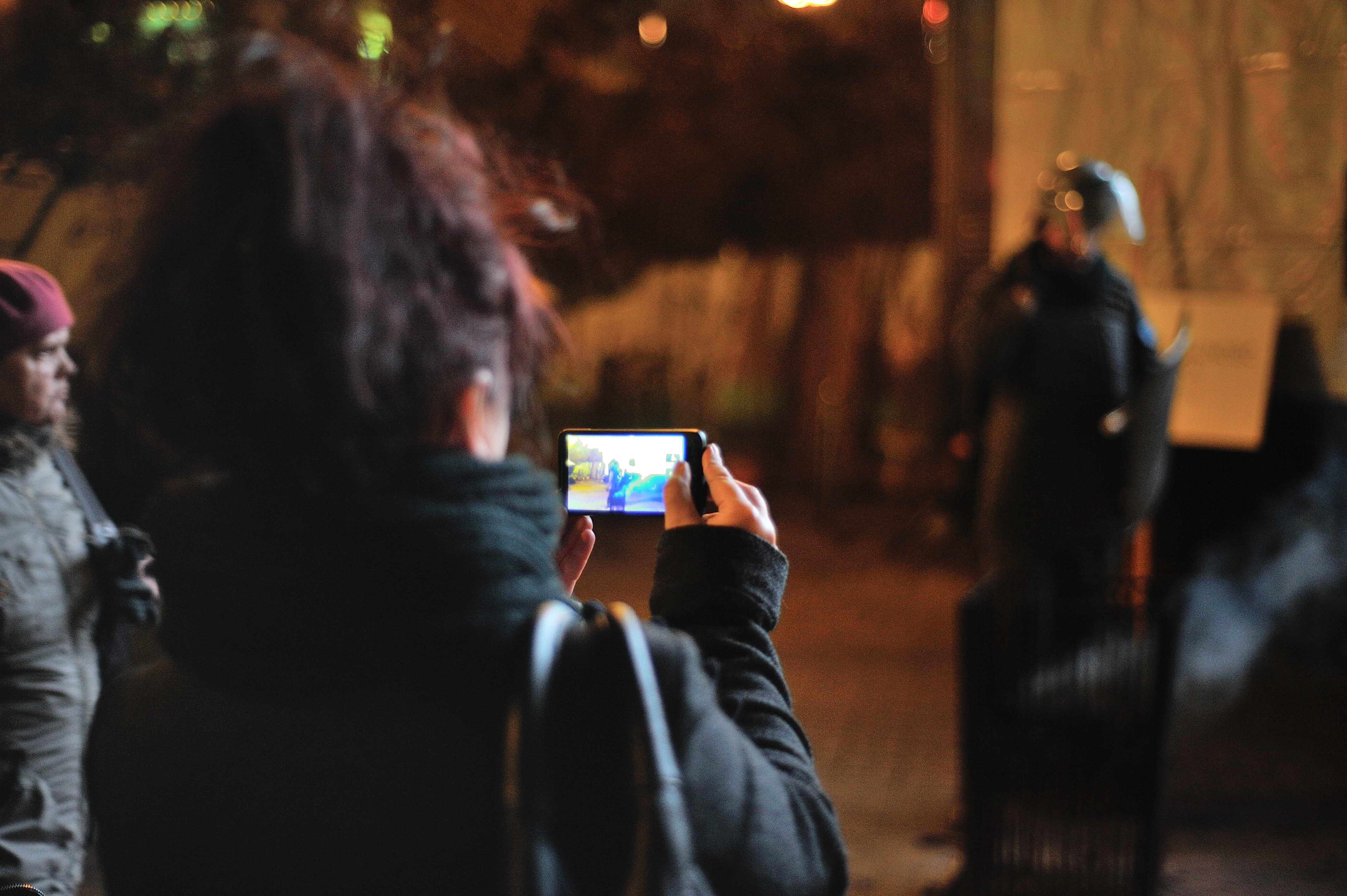
スマートフォンで警察を録画する女性

市民ジャーナリズム（しみんジャーナリズム）とは記事を広く一般から集う形態のジャーナリズムである。日本での代表的な例としては、PJニュース、JANJANなどがある。市民ジャーナリズムで取材活動を行う人は市民記者と呼ばれることが多い。
対義語は既存メディアである商業ジャーナリズム。

## 概説
一般のインターネット利用者がウェブサイトやブログで情報発信する場合と違う点として、市民記者は記者として記事に責任を持たなければならないこと、編集者が存在し記事をチェックするという点が挙げられる。
記事を広く一般から集う形態を採ることから、幅広い記事が作成される傾向にある。しかし、市民記者はプロでないことが多く、記事の水準が期待されるものに至らないこともある。また、日本の現状では、独自の取材などは全く行わず、他のメディアの報じたニュースに対する「記者」個人の意見や感想を書いたものを「記事」と称している場合がある。
韓国にオーマイニュースが成功した理由として、歴代政権の言論統制によって市民の知りたいことを報道してこなかった既存マスメディアに対する不信感があるからだとされる。
ケネディ大統領暗殺事件を録画したエイブラハム・ザプルーダーが「市民ジャーナリズムのパイオニア」と呼ばれた。 2021年に、ピューリッツァー賞の特別賞がジョージ・フロイドの死を録画した女子高生に授与された。

## 主な市民メディア
- PJニュース
- オーマイニュース - 2009年4月に閉鎖
- JANJAN
- ツカサネット新聞 - 2009年11月に休止
- MyNewsJapan
- News for the People in Japan（NPJ）
- 日刊ベリタ
- 8bitNews
- ラジオフォーラム

## 既存メディアとの関係
ボルチモア・サン紙の元記者、デイビッド・サイモンは、所詮、インターネットに出ている情報は、既存メディアが流している情報をコピー&ペーストして、それに対し独自の意見を付け加えたものでしかなく、ネットのブロガーや市民記者は寄生虫のようなものだと指摘している。宿主となる既存メディアは、その寄生虫のため、自らの経営を蝕まれ、次第に、一次的な情報を提供する既存メディアが弱体化し、社会に正確な情報が行き渡らなくなるという。サイモンは、そのためにも、既存メディアはネットでの情報発信を有料化するか、NPO化して市民の寄付などで経営を健全化していくべきだと主張している。
そもそも、記者は組織運営のもとの専門職でなくてはならないという指摘がある。事件現場に行くのにかかる交通費、カメラなど機材の費用負担を考えると個人で記者活動をするのはかなり難しく、何よりも、プロとして養成された人でないと取材のノウハウが身につかないという。暇なときに取材する、副業か趣味かボランティアのような形態ではジャーナリズムは成り立たないという。

## 問題点
日本では記者クラブに加盟していないと記者会見に出席できないことが多く、市民記者が十分な取材活動を行えないことがある。
「オーマイニュース」が終了した際、フリーライターの赤木智弘は、自らのブログで、「人を安く使ってメディアを運営できると思う考え方は派遣業者を使う企業の新自由主義理論と何ら変わらない」と指摘した。
また最大の問題点として、一般報道社で教育されるコンプライアンスの遵守教育とは無縁の市民記者、つまり一般人が記者として活動する為、個々のモラルに左右される事となる。その為、記事主張が極端に偏向的となったり、取材対象者へのメディアスクラムなどの報道被害の懸念も指摘されている。